# テレヴィジオン・スイス・ロマンド

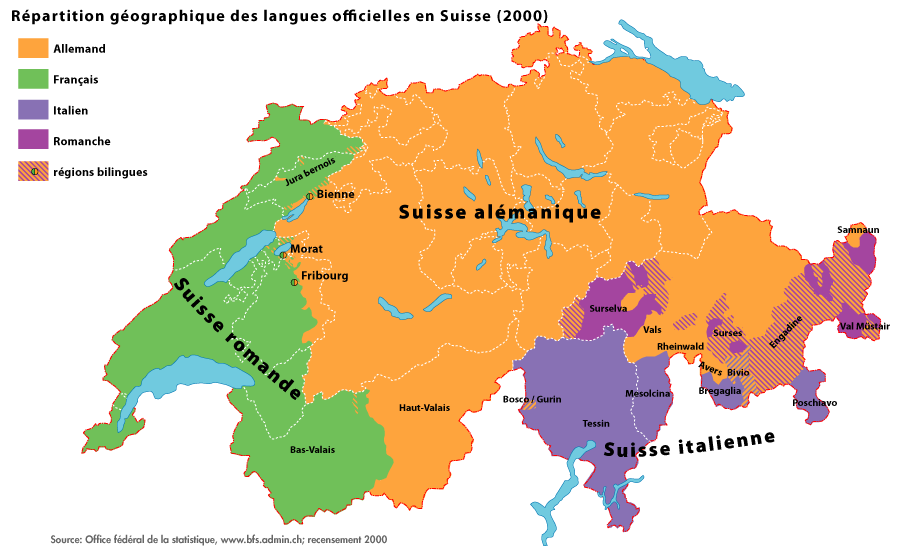
緑色がフランス語圏（la Suisse romande）である。

テレヴィジオン・スイス・ロマンド（仏語 Télévision Suisse Romande）は、スイスのフランス語圏を放送対象地域とする放送局である。TSR 1、TSR 2の2つのチャンネルを持つテレビ・ネットワークであり、スイス放送協会の一部門である。TV5MONDEにコンテンツを供給する局である。開局以来、500本を超える映画を製作する映画製作会社でもある。略称はTSR（テー・エス・エル）。

## 略歴・概要

### 略歴
- 1952年、テレビジョン試験放送を開始
- 1954年11月1日、正式に放送開始
- 1965年、火曜日の放送緩和を終了、放送広告の導入
- 1968年、カラー放送の導入
- 1972年、ジュネーヴの新しい放送塔に同局を設置
- 1982年、テレジャーナルをジュネーヴに移設
- 1984年、フランス語圏のチャンネルTV5MONDEを創設
- 1987年、正午に放送を開始する
- 1993年、スイス4を創設
- 1994年、創立40周年を記念し、放送塔の正面をフレスコ画で飾り、ギネス・ワールド・レコーズに記載される。
- 1996年、アトランタオリンピック開催に際し、同五輪期間最も長く放送を行ったことでギネス・ワールド・レコーズに記載される。
- 1997年、スイス4を「TSR 2」に改称
- 2001年、デジタル放送の導入
- 2001年、「tsr.ch」を創設し、インターネット放送の映像化を開始
- 2005年、地上デジタルテレビジョン放送を導入
- 2005年、公式ウェブサイト上にアーカイヴを創設[2]
- 2006年、現行の新CI導入
- 2007年6月25日、地上デジタルテレビジョン放送に利するため、ヴァレー州を除くスイスのフランス語圏における地上波アナログ放送を停波
- 2007年12月3日、高精細度テレビジョン放送「HDスイス」でチェーンを送信
- 2008年2月28日、地上デジタルテレビジョン放送がヴォー州シャブレーとヴァレー州にも設置
- 2009年3月19日、スイス放送協会が、「テレヴィジオン・スイス・ロマンド」と「ラジオ・スイス・ロマンド」は、2010年に経営統合するとアナウンスした

### 番組

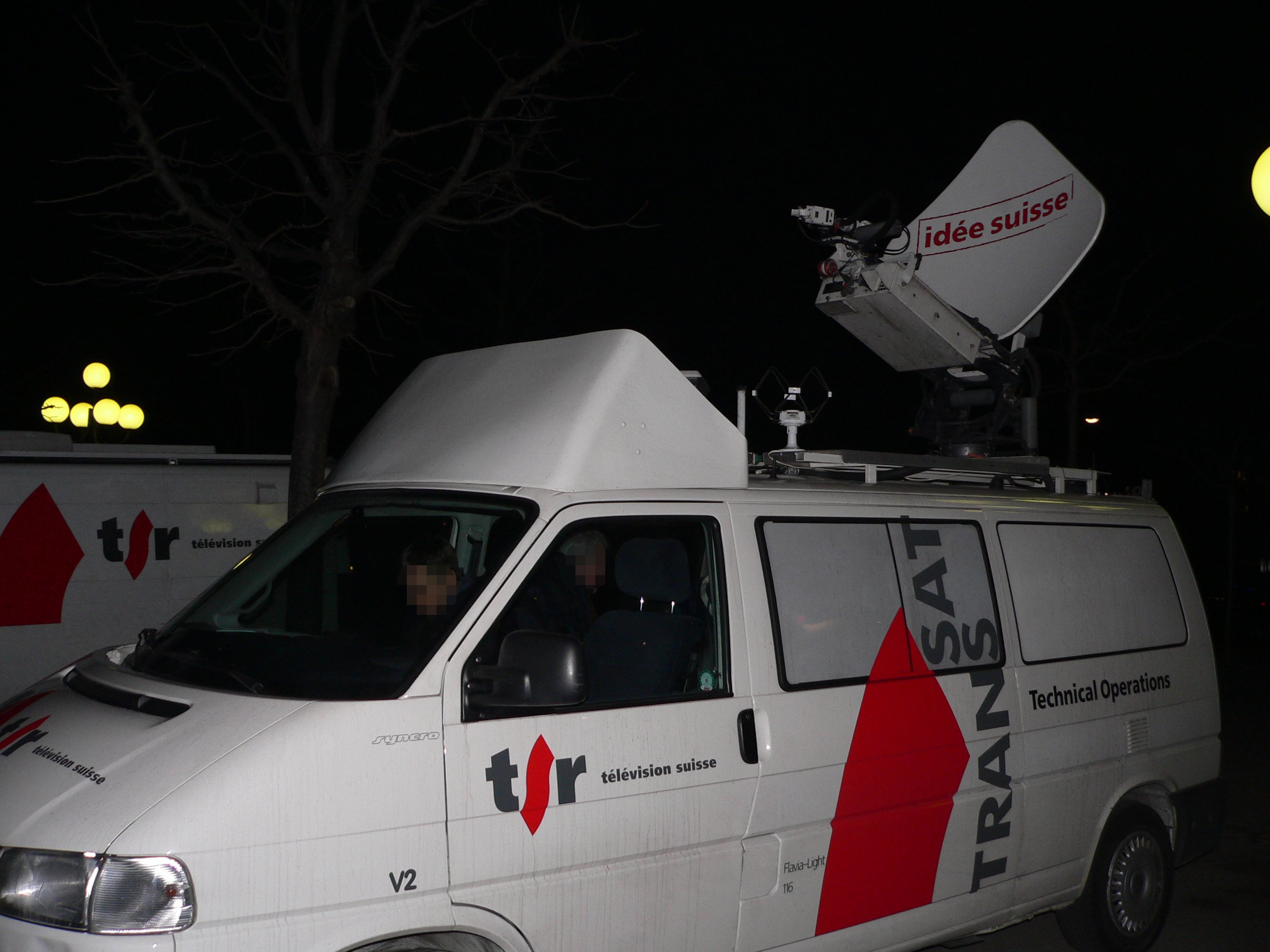
TSRニュース・ヴァン （2006年）

同局の人気番組には、下記がある。
- 『ル・12:45』[3]、『ル・19:00』[4]、『ル・19:30』[5] - ニュース番組

『ル・19:30』では、2008年（平成20年）に13人のスイスの映画監督がつくった短篇映画『演出家たちの日記』を番組の冒頭に放映する企画を行なった。スイスの高名な映画作家ジャン＝リュック・ゴダールも『演出家たちの日記 - ゴダール篇』でこれに参加した。
- 『聴取者のみなさまへ』（À Bon Entendeur） - 消費者マガジン番組[6]
- 『現在』（Temps Présent） - 最新イヴェント番組[7]
- 『双子をわたして』（Passe-moi les jumelles）[8]
- 『ヌーヴォ』（Nouvo） - テクノロジー・メディア・コミュニケーションのニュース雑誌番組[9]
- 『赤外線』（Infrarouge） - ディベート番組[10]
- 『TTC』[11]
- 『説明』（Mise Au Point）[12]

同局の放送はスイス全土、あるいは近隣諸国でも受信可能である。

### 映画製作
スイスのフランス語圏における映画製作に、人的にも経済的にも、開局当初から関わってきた歴史がある。
1954年（昭和29年）の開局とともに、ジャン＝ジャック・ラグランジュが演出部には在籍しており、同時期には16歳で入局したジャン＝ルイ・ロワが撮影部に勤務していた。1956年（昭和31年）、フランスのヌーヴェルヴァーグにも影響を与えた、イギリス・ロンドンでの「フリー・シネマ」運動に関わった当時20代のアラン・タネールとクロード・ゴレッタが、ロンドンで製作した短篇映画が1957年（昭和32年）のヴェネツィア国際映画祭で実験映画賞を受賞した後、1958年（昭和33年）に先に帰国したゴレッタを受け入れたのは、この放送局であった。タネールも1960年（昭和35年）には、同局でテレビ映画のドキュメンタリー演出を始めている。これに1961年（昭和36年）に同局の演出部に入り、演出助手となったミシェル・ステーが加わり、彼らは、それぞれ、短篇映画を製作し始める。
彼ら5人が、1968年（昭和43年）に結成したのが、映画製作集団「グループ5」であり、彼らの本格的な映画製作に、同局は積極的に資金援助を行なった。同じころ、彼らよりも10年若いイヴ・イェルサン、クロード・シャンピオンが同地域のローザンヌに「ミロス・フィルム」を起こし、映画製作を開始すると、イェルサンたちと同世代の同局演出部、フランシス・ロイセールもイェルサンたちに合流している。グループ5とミロス・フィルムは、カンヌ国際映画祭、ヴェネツィア国際映画祭でつぎつぎに受賞をするが、同局は、これらの作品に出資、共同製作をしていた。
詳しくはグループ5の項目も参照。
1979年（昭和52年）には、フランスからジャン＝リュック・ゴダールとアンヌ＝マリー・ミエヴィルが、同地域のロールに移住し、工房を構える。同年のゴダールの商業映画復帰第1作『勝手に逃げろ/人生』にはじまり、同作以降、現在に至るまで、ほとんどすべてのゴダールとミエヴィル作品に、同局は出資、共同製作をしている。
詳しくはJLGフィルム、ペリフェリアの項目を参照。
テレヴィジオン・スイス・ロマンドは、開局以来、500を超える映画を製作している。同局の存在が、映画作家のみならず、フランソワ・ミュジーのような録音技師やピエール・バンジェリのような撮影監督が同地域にスタジオを構え、映画製作に携わり、つづく人材を育てることを可能にしている。

## 関連事項
- スイスのテレビジョン放送局 （en:Television in Switzerland）
- ピエール＝アラン・ドニエ （en:Pierre-Alain Donnier）
- HDスイス （en:HD suisse）
- ラジオ・スイス・ロマンド （en:Radio Suisse Romande）

## 註
1. 1 2  #外部リンク欄、Internet Movie Databaseの「Télévision Suisse-Romande (TSR)」リンク先の記述を参照。二重リンクを省く。
2. ↑  site des archives de la TSR （仏語）
3. ↑  le 12:45
4. ↑  le 19:00
5. ↑  le 19:30
6. ↑  www.abe.ch （仏語）
7. ↑  www.tempspresent.ch （仏語）
8. ↑  www.passemoilesjumelles.ch （仏語）
9. ↑  www.nouvo.ch （仏語）
10. ↑  infrarouge.tsr.ch （仏語）
11. ↑  TTC （仏語）
12. ↑  www.miseaupoint.ch （仏語）